# Loseto
Loseto (Lusìte en dialecto de Bari) es un barrio en la periferia de Bari, perteneciente desde 2014 al IV municipio (ex IV circunscripción).
Fue municipio autónomo hasta el 1937.

## Geografía física
El barrio está situado a la extrema periferia sudoeste de la capital de Apulia, a aproximadamente 10 km desde el centro. Confina:
- al norte con el barrio Ceglie del Campo;
- al este con el municipio de Valenzano;
- al sud con el municipio de Adelfia;
- al oeste con el municipio de Bitritto.

El barrio está dividido en dos zonas: el centro histórico y una zona residencial de construcción reciente.

## Historia
Loseto nació en torno al XII siglo (llevaba el nombre de Lusitum en época medieval). En el XVI siglo Bona Sforza, reina de Polonia y duquesa de Bari, donó el feudo de Loseto a su cortesano Giosuè de Ruggiero, cuyos descendientes lo mantuvieron hasta la abolición de la feudalidad en el 1806.

### XX siglo
El municipio de Loseto fue suprimido con Regio decreto ley n. 253 emanado en fecha 8 de febrero de 1937 y agregado bajo la forma de fracción al municipio de Bari.
El 26 de enero de 1970 la junta municipal de Bari, con delibera 489/70, aprobó la subdivisión de Bari en 17 barrios, en la que la división fue englobada en manera distinta el barrio Loseto. La deliberación mencionada fue promulgada en base del artículo 155 del Regio decreto ley n.º 148 del 4 de febrero de 1915, ahora derogado y sustituido por el Texto Único sobre los Entes Locales, el cual afirmaba textualmente: "los municipios superiores a 60.000 habitantes, también cuando no estén divididos en burgos o fracciones, pueden decidir de estar repartidos en barrios, en cuyo caso compite al Alcalde la facultad de delegar, sus funciones de oficial de gobierno, segun los artículos 152, 153 y 154, y de asociarse de los añadidos entre los elegibles siempre con la aprobación del Prefecto". Tal orden además fue aprobada por el Prefecto de la Provincia de Bari entonces en cargo, así como de la sección provincial de control de la Región Apulia con nota protocolar n. 17309/6 en fecha 26 de abril de 1972 con el cual conjuntamente al mismo Prefetto, la Región Apulia acogía la deliberación del municipio de Bari aprobándola definitivamente y rindiéndole ejecutiva.
El territorio del municipio de Bari, el 28 de julio de 1979, fue dividido en nueve circunscripciones administrativas: el barrio Loseto estuvo incluido en la IV circunscripción la cual comprende otros barrios bareses entre los cuales Ceglie del Campo y Carbonara.

## Monumentos y lugares de interés
En el barrio existen amplios testimonios de carácter artístico y arquitectónico: 
- Palacio del Barón,
- Puerta de ingreso de Loseto: reconocible y viable por aquellos que quieran en la vía del barrio Ceglie;
- Iglesia de San Giorgio: dedicada al protector del barrio, cuyas celebraciones se tienen cada año el 24 abril.
- Palacio Asiento;
- Castillo de Loseto.

Entre las antiguas vías del barrio, se pueden admirar varios bajorrelieves en piedra viva secular.

## Medios públicos
Es posible llegar al barrio Loseto en los siguientes medios públicos
- Líneas de autobuses del AMTAB: 11, 11/;
- Autopista de Bari SS 16, salida 12.